# Koudenbergpoort

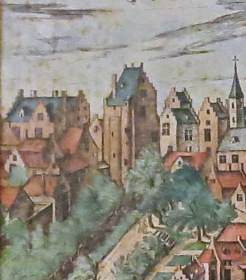
Detail met de poort uit een gravure gemaakt ca. 1590

De Koudenbergpoort was een stadspoort op de eerste stadsmuur van Brussel.
De naam van de poort, voor het eerst vermeld in 1264, verwees naar de hoogte van de Koudenberg waar ze was gelegen. De eerste omwalling maakte er een grote uitsprong om het hertogelijk paleis te omvatten. De poort lag op de oude steenweg die de hoofdas door de stad vormde en waarvan de huidige Naamsestraat deel uitmaakte. Na de bouw van de tweede omwalling kwam op deze verkeersas een nieuwe Koudenbergpoort en verloor de oude poort haar verdedigende functie. Om het onderscheid te maken werd ze vanaf 1427 vaak vermeld als Binnenste Koudenbergpoort.
Het bouwwerk werd in de 16e eeuw een gevangenis. Alva liet er onder meer de landsadvocaat Jacob van den Eynde opsluiten, die het strenge gevangenisregime niet overleefde. Ook werd de poort een toegang tot de in 1588 aangelegde kaatsbaan. Een deel van de muren errond werd afgebroken om materiaal te leveren voor verbouwingen aan het paleis. De poort zelf bleef gespaard, hoewel de stad haar in 1591 met dit doel aan landvoogd Alexander Farnese had geschonken. De definitieve overdracht vond plaats in 1594. De vorsten gebruikten haar om de archieven van Brabant te stockeren, voorheen bewaard in het Kasteel van Vilvoorde. Ook diende ze als wapenarsenaal.
Door verkoop van omliggende terreinen was de Koudenbergpoort opgenomen in het stadsweefsel. In 1754 vroeg een particulier om haar af te breken. Voor de effectieve sloop was het nog wachten tot 1761. Funderingsmuren van de afgebroken poort zijn teruggevonden een drietal meter onder het niveau van de huidige Naamsestraat, ten westen van het kruispunt met de Brederodestraat.